# Szczerbina między Igłami
Szczerbina między Igłami (słow. Štrbina v ihlách) – przełączka między Igłą Milówki a Cienką Igłą w grani między najwyższym, północno-zachodnim wierzchołkiem Mięguszowieckiego Szczytu Pośredniego (2389 m) a Mięguszowiecką Przełęczą Wyżnią (2323 m). Znajduje się blisko tej przełęczy na granicy polsko-słowackiej w grani głównej Tatr.
Słowacki taternik i tatrolog Arno Puškáš w 7. tomie swojego przewodnika w 1981 r. nadał przełączce nazwę Štrbina v ihlách, a turniom po jej obydwu stronach nazwy Veľká mengusovská ihla i Malá mengusovská ihla. Nazwę przełączki do polskiej literatury wprowadził Władysław Cywiński w 10. tomie przewodnika Tatry. Mięguszowieckie Szczyty.
Szczerbinę między Igłami przechodzi się podczas przejścia granią Mięguszowieckich Szczytów. Pierwsze przejście: Helena Dębińska(Śliwińska) i Justyn Wojsznis 5 sierpnia 1930 r.

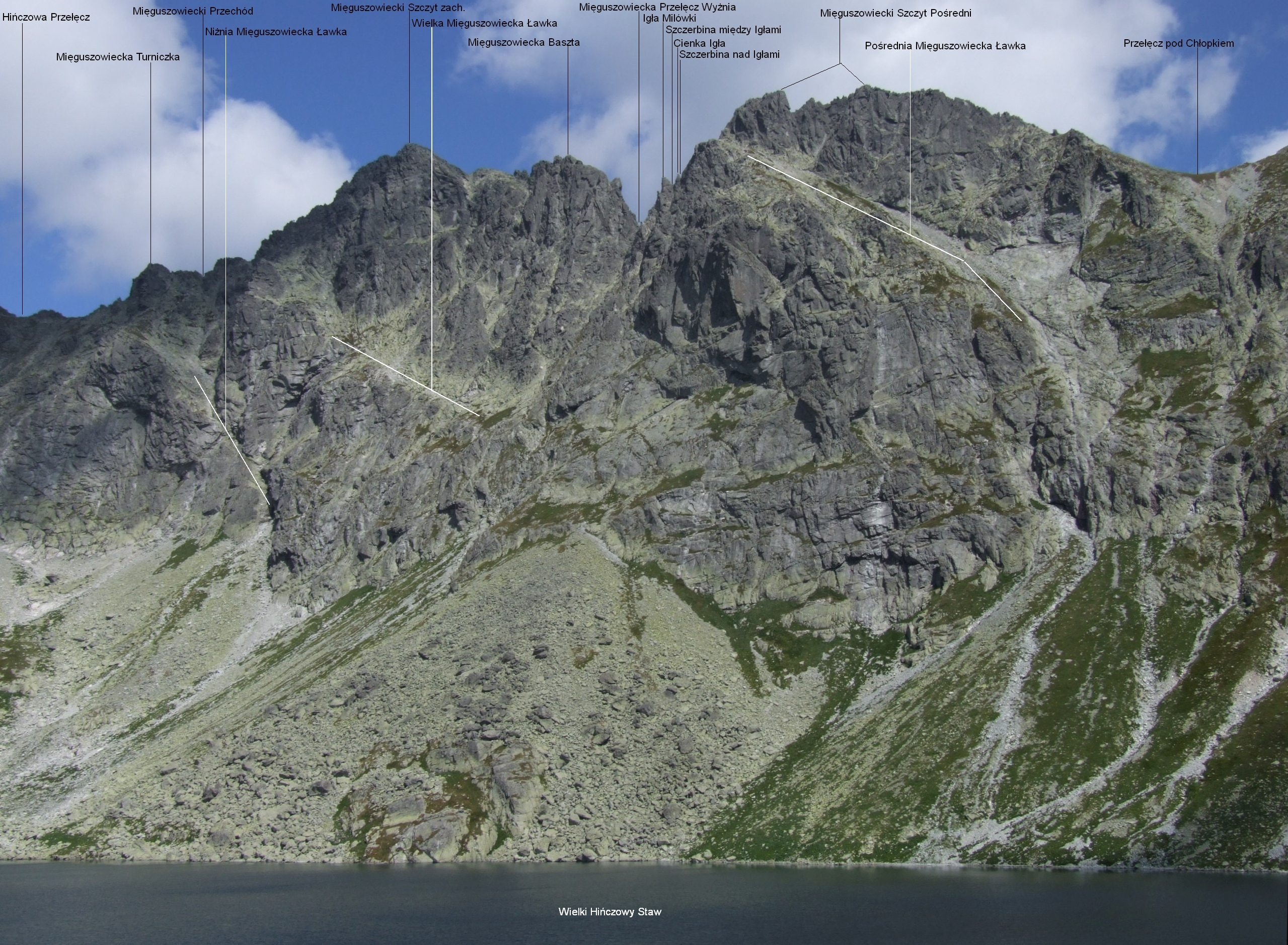
Widok z Doliny Hińczowej